# Ivan Mimica
Ivan Mimica (Omiš, 25. lipnja 1980.) hrvatski je profesionalni košarkaš trenutačno je član KK Omiša. Visok je 193 cm, igra na poziciji beka.

## Karijera
Karijeru je počeo u KK Split u sezoni 2001./2002 prosječno je zabijao 9,7 poena uz 0,9 skokova. U sezoni 2002./2003. ima nešto slabiji učinak od 8,1 poena uz 1,9 skokova po utakmici ali tada je bio dijelom generacije prvaka koja je u ljeto 2003. u završnici skinula Cibonu i osvojila dosad jedini naslov prvaka u samostalnoj Hrvatskoj. Nakon toga karijeru nastavlja u grčkoj drugoj ligi gdje prvo brani boje kluba Xanthija, a onda i kluba Menta, a u istom klubu u sezoni 2005./2006. postaje najbolji strijelac druge grčke lige s 19,7 koševa u prosjeku. Sezonu 2006/2007. isto počinje u Grčkoj ali u klubu Olympiadi iz Patrasa. Nakon polusezone prelazi u HKK Široki i s tim klubom osvaja naslov Bosne i Hercegovine. U ABA ligi postiže 7,5 poena u prosjeku. U sezoni 2007./2008. prešao je u KK Svjetlost Brod gdje je postao jednim od ključnih igrača i u ligi za prvaka postiže 19,6 koševa po utakmici. U sezoni 2008./2009. ostao je u Hrvatskoj, u A1 ligi no onda je postao članom KK Šibenika. Nastavlja biti jedan od najboljih strijelaca lige s prosjekom od 21,5 koševa po susretu. Nakon šestogodišnjeg odsustva u sezoni 2009./2010. opet se vraća u matični klub gdje nastavlja s odličnim igrama. Najbolji pokazatelj je i to da je u utakmici protiv Zaboka zabio 38 koševa što mu je najbolja utakmica u karijeri. Trenutno zabija 21 koš po utakmici s 3,5 skoka po utakmici i 1,8 asistencija, najbolji je strijelac KK Split.
| Ivan Mimica |
| --- |
| Nadimak = Mime |
| Datum rođenja = 25. lipnja 1980. |
| Pozicija = branić |
| Visina = 188 cm |
| Karijera = 2001-danas |
| Liga = A1 liga |
| Klub = KK Split |
| Broj = 15 |
| Bivši_klubovi = KK Split (2001. – 2003.) Xanthi B.C. (2004. – 2005.) MENT B.C. (2005. – 2006.) Olympiada Patras B.C. (2006.) HKK Široki (2006. – 2007.) KK Svjetlost Brod(2007. – 2008.) KK Šibenik (2008. – 2009.) KK Split (2009. -) |